# Huliyar Amanikere, Chiknayakanhalli
Huliyar Amanikere là một làng thuộc tehsil Chiknayakanhalli, huyện Tumkur, bang Karnataka, Ấn Độ.